# Arkansas under amerikanska inbördeskriget

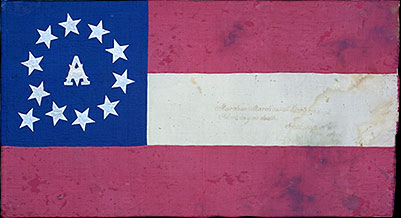
Fana för 8th Arkansas Infantry 1861.

Arkansas under det amerikanska inbördeskriget var en källa för trupper, förnödenheter och militära och politiska ledare i konfederationens tjänst. Vid tiden för det amerikanska inbördeskriget var stora delar av Arkansas fortfarande vildmark; resten av staten var i stort sett glesbygd. Arkansas var därför av begränsad betydelse för sydstaternas krigsansträngningar. 

## Unionsutträde
I början av 1861 var befolkningen i Arkansas i allmänhet inte separatistiskt sinnade, men de var likväl motståndare till att de stater som redan utträtt med våld skulle tvingas tillbaka till unionen. En folkomröstning beslöt att inkalla ett författningskonvent, men de flesta delegater som valdes var unionistiskt sinnade. Efter slaget vid Fort Sumter ändrades dock den allmänna opinionen och Arkansas utträdde ur unionen den 6 maj 1861.

## Lojalism
De flesta Arkansasbor stödde separatismen, men en grupp sydstatsunionister framförallt hemmahörande i de norra delarna av staten förblev lojala mot unionen. De bildade en hemlig organisation, Arkansas Peace Society för att bekämpa konfederationen. Organisationen förintades slutligen av konfedererade trupper, men motståndet mot konfederationen förblev vid liv under hela kriget. Trots att staten hade den tredje minsta euroamerikanska befolkningen i konfederationen, enrollerade sig fler euroamerikanska soldater i unionsarmén än i alla andra konfedererade stater utom Tennessee.

## Strider 1862
I början på 1862 trängde en unionsarmé under befäl av general Samuel Ryan Curtis in i norra Arkansas. Den möttes av en sydstatsarmé under general Earl Van Dorn i slaget vid Pea Ridge 6-8 mars 1862. Trots sydstatstruppernas numerära överlägsenhet vann unionsarmén en seger och hade därefter kontroll över de norra delarna av staten. Van Dorns armé retirerade österut och lämnade Arkansas i det närmaste försvarslöst. I maj hotade en unionsarmé huvudstaden, men kraftigt motstånd från lokalförsvarstrupper fick dem att avstå vidare framryckning. När de retirerade förstörde de civil egendom och befriade slavar. General Thomas C. Hindman blev ny konfedererad militärbefälhavare i Arkansas. Han genomförde en rad drastiska åtgärder; införde undantagstillstånd, såg till att värnpliktslagarna följdes och lät avrätta desertörer. Han bemyndigade också uppsättandet av partisanförband vilka skulle operera bakom fiendens linjer. Detta ledde till ett blodigt inbördeskrig inom inbördeskriget mellan konfedererade partisaner och sydstatsunionister. I slaget vid Prairie Grove 7 december blev en armé under befäl av Hindman besegrad av en unionsarmé under befäl av James G. Blunt.

## Strider 1863

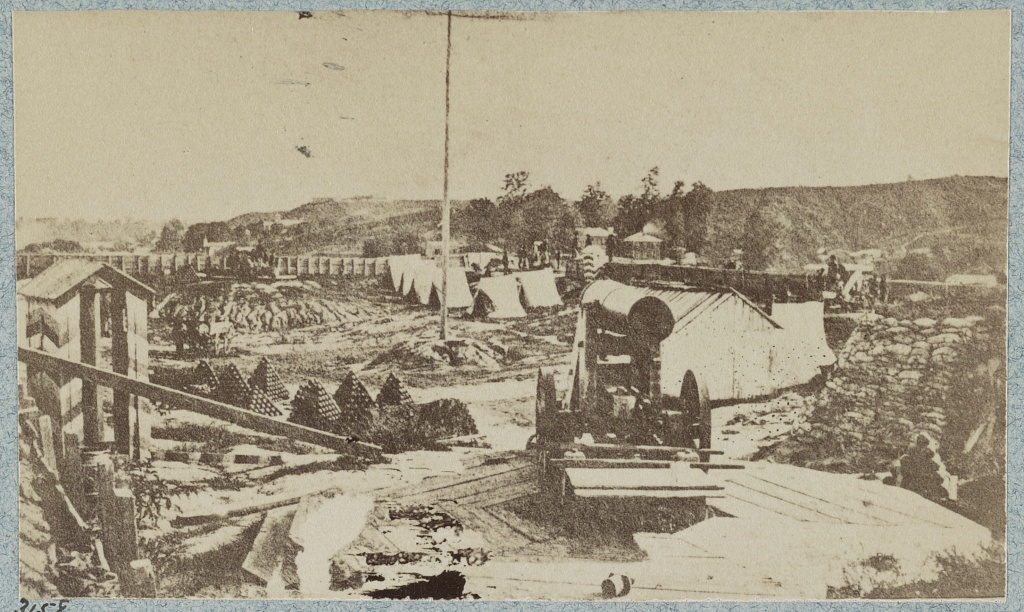
Det inre av Fort Curtis, Helena, Arkansas.

I början på 1863 invaderades Arkansas av en nordstatsarmé. Den intog Arkansas Post men vidare framryckning gick långsamt. General Theophilus H. Holmes, som ersatt Hindman som konfedererad militärbefälhavare, genomförde att misslyckat anfall mot Helena, Arkansas, vilken hölls av unionens trupper. Belägringen av Vicksburg hade slutat med att staden kapitulerat till Ulysses S. Grant, något som frigjorde tusentals unionstrupper för operationer i Arkansas. En armé under Frederick Steele tog den 10 september huvudstaden Little Rock medan guvernören och statsförvaltningen evakuerades. En sydstatsarmé misslyckades i slutet av oktober att återta Pine Bluff.

## Rekonstruktion
Unionsarméns erövring av Little Rock 1863 gav Arkansas unionister möjlighet att etablera en lojalistisk regering och börja försona staten med unionen. I december samma år utfärdade president Lincoln en kungörelse om amnesti och rekonstruktion, som gav milda villkor för stater som ville återvända till unionen. I enlighet med denna plan hölls ett författningskonvent i Little Rock i januari 1864. Den konstitution som utarbetades avskaffade slaveriet och upphävde unionsutträdet, men var annars i det närmaste densamma som 1836 års statsförfattning. Konventet valde en guvernör, men denne började inte utöva sitt ämbete förrän författningen godkänts genom en folkomröstning. Den nyvalda legislaturen valde två senatorer men senatens majoritet av radikala republikaner vägrade att ge dem säte, eftersom radikalerna ville behandla sydstaterna som erövrade provinser.

## Civila förhållanden

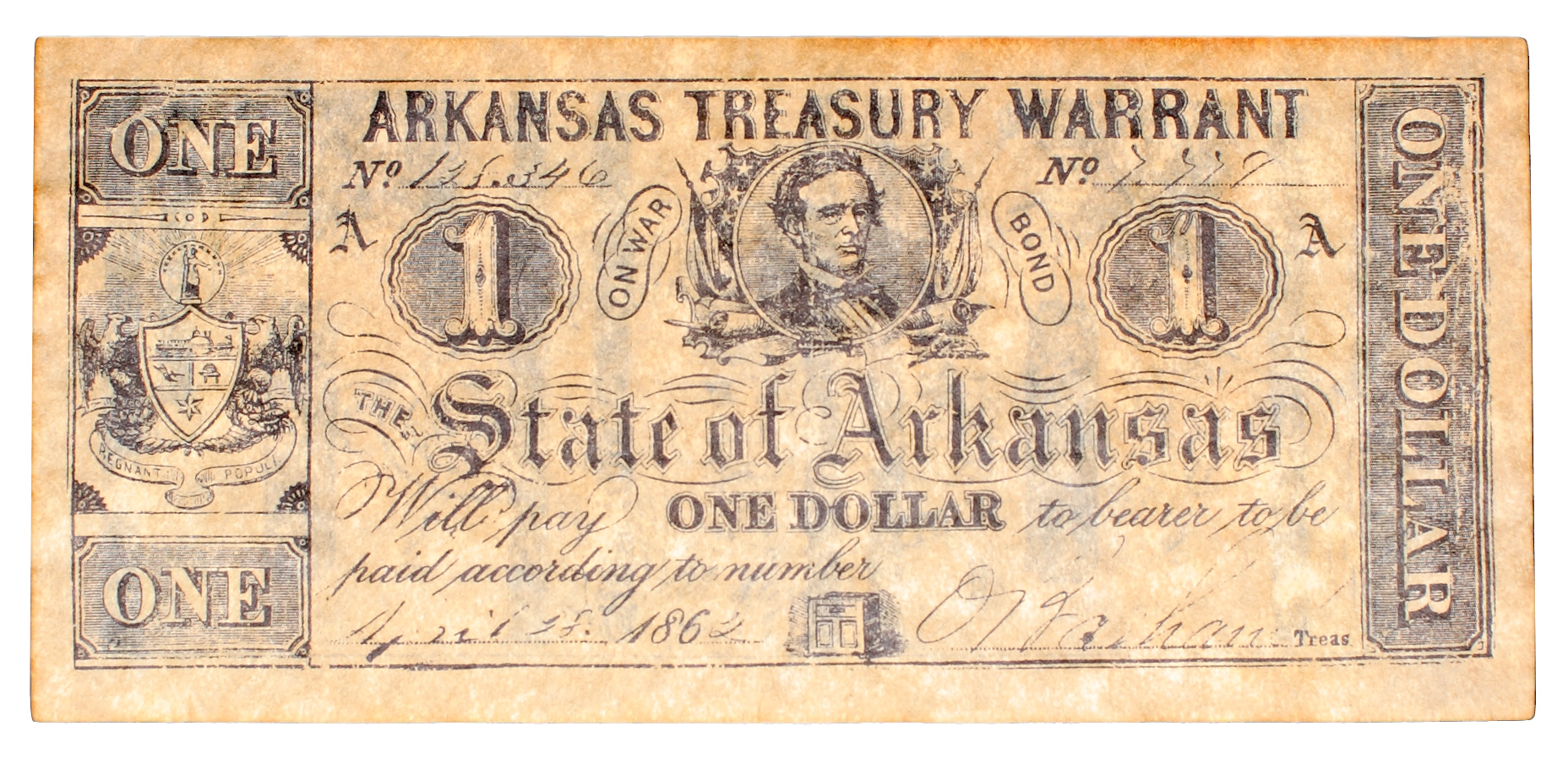
Konfederationsdollarn drabbades av hyperinflation under kriget.

Kriget förstörde i stor utsträckning det fredstida samhället i Arkansas. Grundläggande samhällsfunktioner upphörde i stora delar av staten. Domare, sheriffer, skatteuppbördsmän och andra ämbetsinnehavare flydde eller kunde inte utöva sina ämbeten. Stängda domstolar och häkten ledde till omfattande kriminalitet. Vid sidan av konfedererade och unionistiska partisaner uppträdde också rena rövarband. Där varken sydstatsarmén eller nordstatsarmén hade kontroll tog dessa grupper över och härjade bland befolkningen. Mord, tortyr, våldtäkter, stölder och mordbränder grasserade. Försörjningsläget blev allt svårare. Inte bara kaffe, te och salt försvann från matbordet utan många människor svalt. Mer än 10 000 arkansasbor dog under kriget. Tusentals blev sårade; förödelsen var omfattande och egendom värd miljontals dollar förstörd.

## Trupper från Arkansas

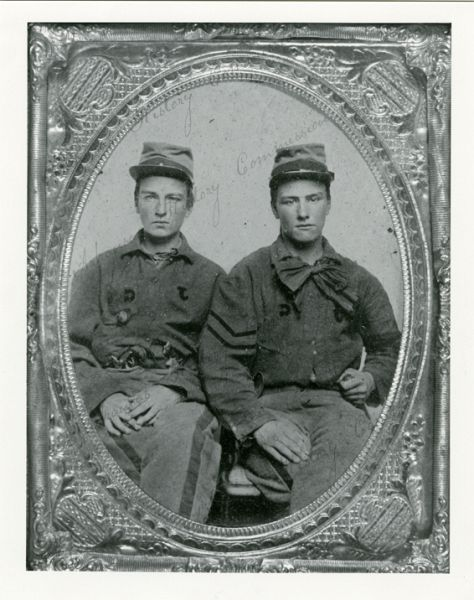
Två av de första soldaterna från Arkansas som enrollerade sig i sydstatsarmén.

Arkansas hade vid krigets utbrott 325 000 euroamerikanska invånare av alla åldrar och bägge könen. Av dessa kom ungefär 60 000 att tjänstgöra i sydstatsarmén och 14 000 i unionsarmén. Omkring 5 000 afroamerikaner från Arkansas tjänstgjorde också i unionsarmén. Från sydstatsarmén deserterade omkring 10 000 arkansasbor.

### Sydstatstrupper
Arkansas organiserade 48 infanteriregementet samt ett flertal kavalleriregementen och artilleribatteriet för sydstatsarmén. Alla utom ett av regemente kom att tjänstgöra i det västra operationsområdet, dvs. väster om Appalacherna. 

### Unionstrupper
Sedan Little Rock intagits av nordstatsarmén 1863 bildade unionister från Arkansas elva infanteriregementen, fyra kavalleriregementet och två artilleribatteriet. De flesta av dessa tjänstgjorde i staten och bekämpade konfedererade partisaner.